# Крайненское сельское поселение
Крайненское се́льское поселе́ние (укр. Крайненське сільське поселення, крымскотат. Крайнее кой юрту, Теший кой юрту) — муниципальное образование в составе Сакского района Республики Крым России.

## География
Поселение расположено на востоке района, в маловодной Карьерной балке степного Крыма. Примыкает на востоке к Красногвардейскому району, граничит на севере с Сизовским, на северо-западе с Зерновским, на западе с Митяевским и на юге с Крымским сельскими поселениями.
Площадь поселения 95,9 км².
Основная транспортная магистраль: автодорога 35Н-491 (по украинской классификации С-0-11244).

## Население
| 2001  | 2014  | 2015  | 2016  | 2017  | 2018  | 2019  |
| ----- | ----- | ----- | ----- | ----- | ----- | ----- |
| 3022  | ↘2456 | ↗2461 | ↘2427 | ↘2413 | ↗2424 | ↗2433 |
| 2020  | 2021  |       |       |       |       |       |
| ↗2454 | ↘2392 |       |       |       |       |       |

## Состав сельского поселения
В состав поселения входят 3 населённых пункта:
| № | Населённый пункт | Тип населённого пункта | Население на 2014 год |
| - | ---------------- | ---------------------- | --------------------- |
| 1 | Крайнее          | село, центр            | ↘875                  |
| 2 | Вершинное        | село                   | ↘158                  |
| 3 | Трудовое         | село                   | ↘1423                 |

## История
В 1952 году в составе Сакского района был образован Крайненский сельский совет. На 15 июня 1960 года в составе совета числились сёла:

| - Вершинное - Киевка - Константиново - Крайнее | - Любимовка - Надеждино - Трудовое |

Указом Президиума Верховного Совета УССР «Об укрупнении сельских районов Крымской области», от 30 декабря 1962 года совет присоединили к Евпаторийскому району. 1 января 1965 года, указом Президиума ВС УССР «О внесении изменений в административное районирование УССР — по Крымской области», Евпаторийский район был упразднён и сельсовет включили в состав Сакского (по другим данным — 11 февраля 1963 года).
К 1968 году было упразднено Константиново, к 1977 году — Киевка и Надеждино. Решением Крымского облисполкома от 16 сентября 1986 года ликвидирована Любимовка.
С 12 февраля 1991 года сельсовет в восстановленной Крымской АССР, 26 февраля 1992 года переименованной в Автономную Республику Крым. С 21 марта 2014 года в составе Крыма аннексировано Россией. Законом «Об установлении границ муниципальных образований и статусе муниципальных образований в Республике Крым» от 4 июня 2014 года территория административной единицы была объявлена муниципальным образованием со статусом сельского поселения.